# Dubné
Dubné (deutsch Duben) ist eine Gemeinde in Tschechien. Sie liegt acht Kilometer westlich von České Budějovice in Südböhmen und gehört zum Okres České Budějovice.

## Geographie

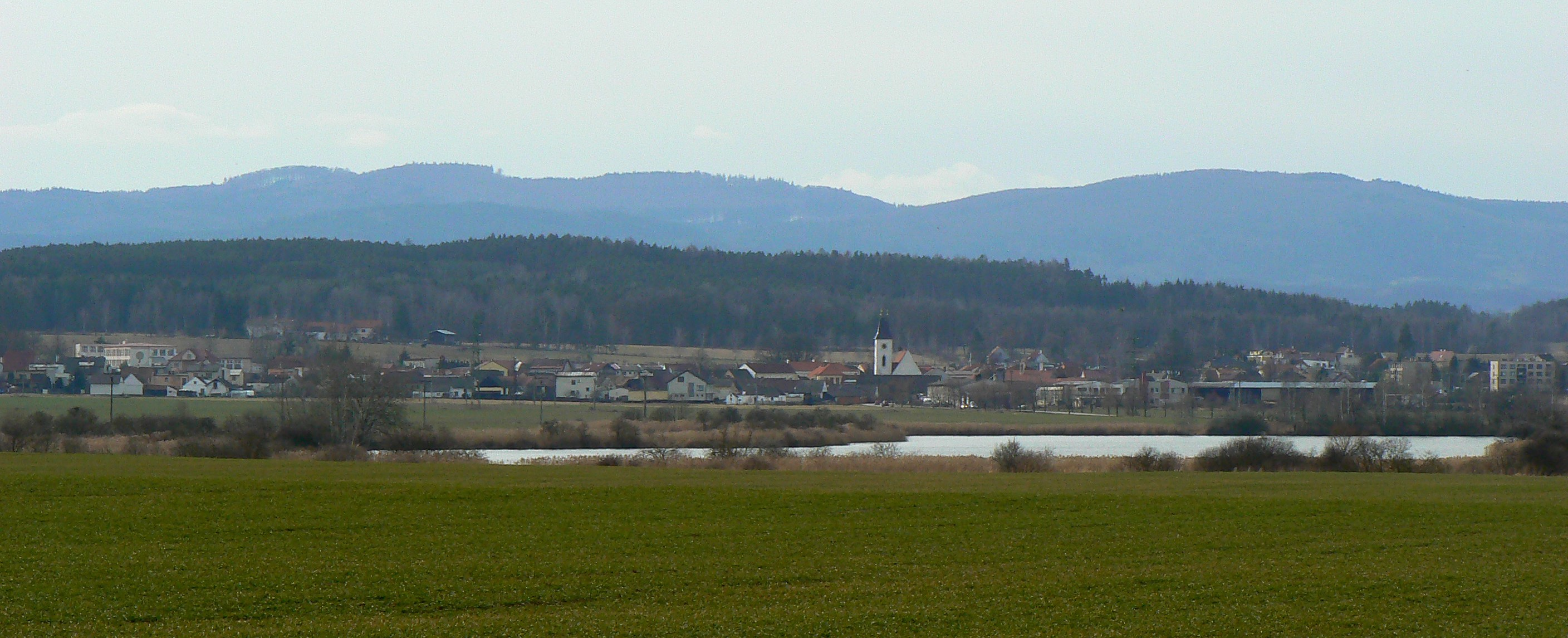
Ortsansicht

Dubné befindet sich nördlich des Blanský les im Budweiser Becken (Českobudějovická pánev). In der Umgebung des Dorfes liegen zahlreiche Teiche; die größten sind der Nuzov, Vitín und Dubeňák nordöstlich von Dubné. Im Westen erhebt sich der Vráže (Wraz, 480 m n.m.).
Nachbarorte sind Křenovice im Norden, Jednoty und Hluchá Bašta im Nordosten, Branišov und Mokré im Osten, Třebín, Na Hradišti, U Hradišťáků und Kaliště u Lipí im Südosten, Lipí und Habří im Süden, Kvítkovice im Südwesten, Pláně, Čakovec und Čakov im Westen sowie Holubovská Bašta und Žabovřesky im Nordwesten.

## Geschichte
Die erste schriftliche Erwähnung von Dubné erfolgte im Jahre 1263 als Sitz des Vladikem Zvzlab de Dvdem (Sudslav z Dubného). Die Kirche Mariä Himmelfahrt ist seit 1390 nachweislich. Duben bildete ein landtäfliges Gut. Nach der Schlacht am Weißen Berg wurde das Adam Chwal Kunasch von Machowitz gehörige Gut wegen Beteiligung am Ständeaufstand von 1618 konfisziert und 1623 der Königsstadt Budweis verkauft. Die erste einklassige Dorfschule wurde 1659 eingerichtet.
Im Jahre 1840 bestand Duben bzw. Dubny aus 31 Häusern mit 218 Einwohnern. Unter dem Patronat der Obrigkeit standen die Pfarrkirche Mariä Himmelfahrt, die Pfarrei und die Schule. Westlich lagen zwei Dominikalhäuser und eine Rustikalchaluppe auf emphyteutisierten Meierhofsgründen. Duben war Pfarrort für Třebin (Třebín), Branischen, Křenowitz (Křenovice), Jaronitz (Jaronice), Habřj, Slawtsch (Slavče), Zabowřesk, Lipen, Hratzen und Kwitkowitz.und je zwei zu den Herrschaften Frauenberg und Krumau. Bis zur Mitte des 19. Jahrhunderts blieb das Dorf immer der Stadt Budweis untertänig.
Nach der Aufhebung der Patrimonialherrschaften bildete Dubné/Duben ab 1849 eine Gemeinde im Gerichtsbezirk Budweis. Ab 1868 gehörte die Gemeinde zum Bezirk Budweis. 1888 wurde ein neues Schulgebäude für den vierklassigen Unterricht fertiggestellt. Am 25. März 1943 wurden Branišov, Křenovice und Třebín eingemeindet, dies wurde im Jahre 1945 nach dem Ende des Zweiten Weltkrieges wieder aufgehoben. 1949 wurde die Gemeinde dem Okres České Budějovice-okolí zugeordnet. Im Zuge der Gebietsreform wurden am 12. Juni 1960 Branišov, Jaronice, Křenovice und Třebín eingemeindet. Am 1. September 1963 wurde eine neue neunklassige Grundschule eingeweiht. Das alte Schulhaus wurde zum Gemeindeamt und Gemeindesaal umgestaltet. Nach einem Referendum löste sich der Ortsteil Branišov zu Beginn des Jahres 1994 wieder von Dubné los.

## Gemeindegliederung
Die Gemeinde Dubné besteht aus den Ortsteilen Dubné (Duben), Jaronice (Jaronitz), Křenovice (Kschenowitz) und Třebín (Trebin), die zugleich auch Katastralbezirke bilden. Zu Dubné gehören außerdem die Rotte Jednoty (Vier Diebe) sowie die Einschichten Na Hradišti, Pláně, U Hradišťáků, U Matoušů und U Šindelářů. Grundsiedlungseinheiten sind Dubné, Jaronice, Křenovice, Třebín und U Dubného.

## Bevölkerungsentwicklung
| Jahr      | 1869 | 1880 | 1890 | 1900 | 1910 | 1921 | 1930 | 1950 | 1961 | 1970 | 1980 | 1991 | 2001 | 2011 | 2021 |
| --------- | ---- | ---- | ---- | ---- | ---- | ---- | ---- | ---- | ---- | ---- | ---- | ---- | ---- | ---- | ---- |
| Einwohner | 994  | 1085 | 1109 | 1102 | 1066 | 1020 | 977  | 878  | 925  | 889  | 962  | 1024 | 1079 | 1381 | 1681 |

## Sehenswürdigkeiten
- Kirche Mariä Himmelfahrt

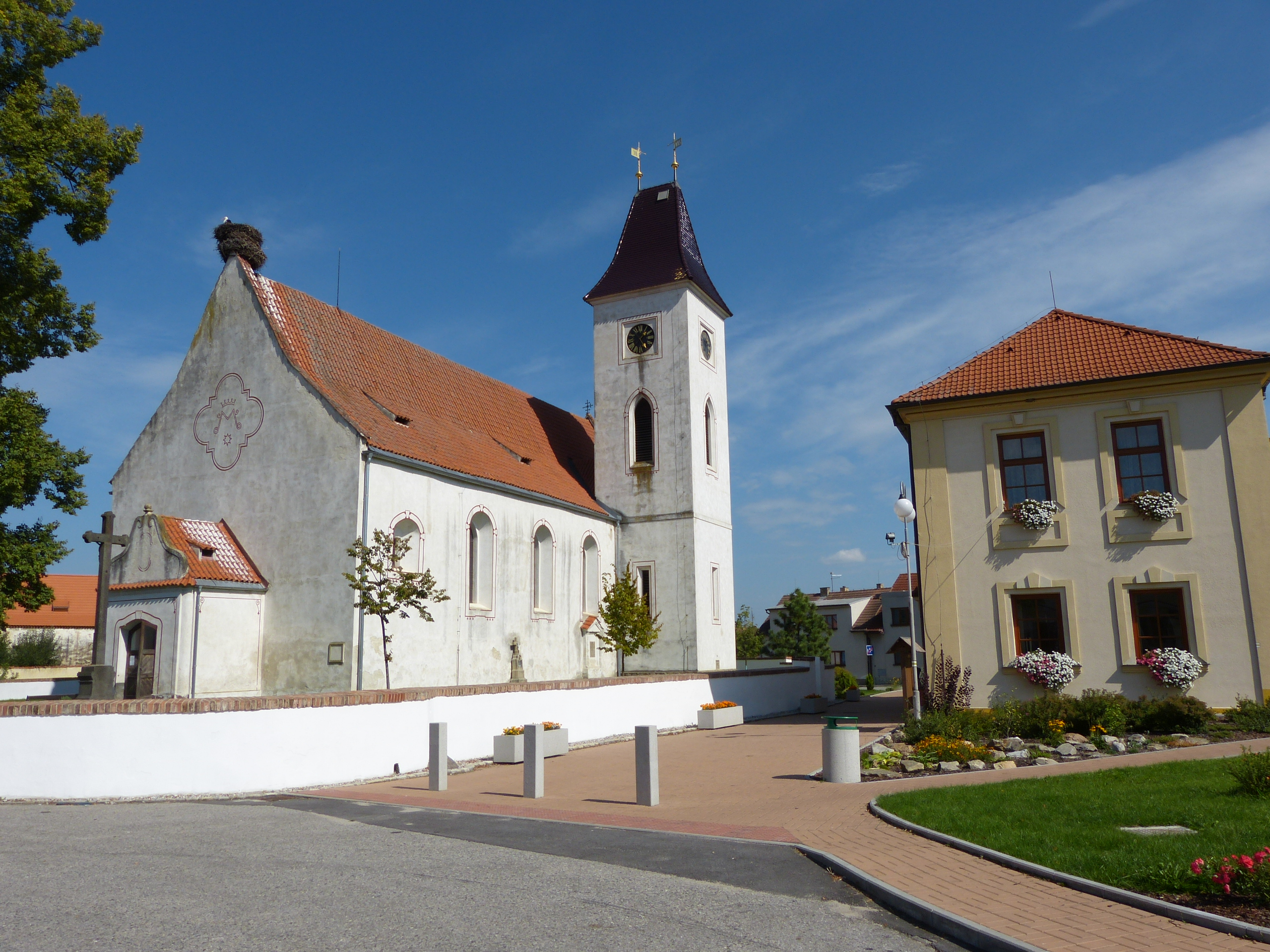
Kirche Mariä Himmelfahrt

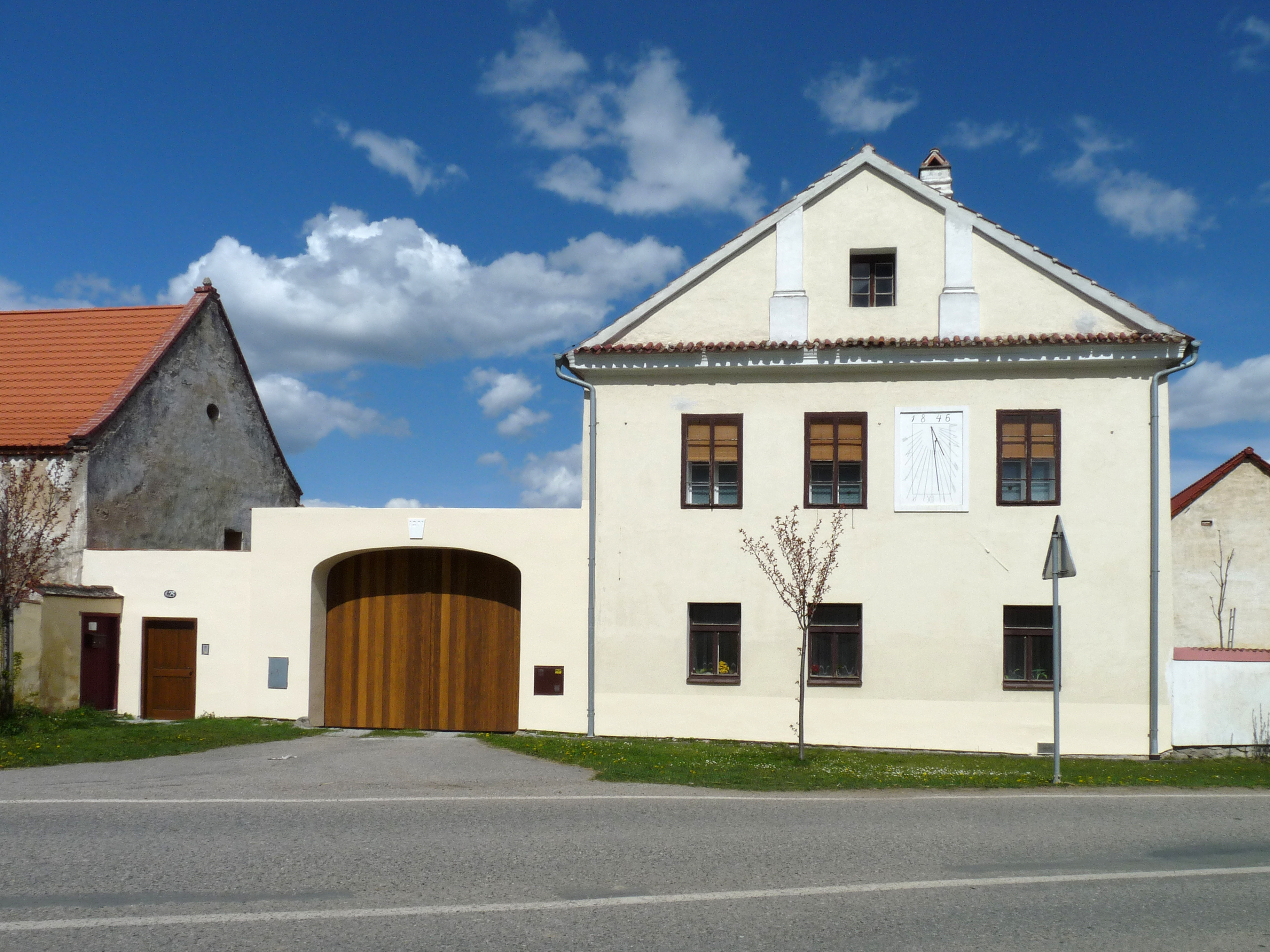
Gehöft Nr. 23 mit Sonnenuhr

- Pfarrhaus, mit Mauerresten der Feste Dubné
- mehrere Bauernhöfe in Volksbauweise
- Gedenkstein für die Gefallenen des Ersten Weltkrieges auf dem Dorfplatz, enthüllt 1922
- prähistorische Hügelgräber im Wald Kotlová